# Референдум о переходе на летнее время в Квинсленде (1992)
Референдум о переходе на летнее время в Квинсленде (1992) — референдум, который состоялся в 1992 году в Квинсленде.
Летнее время было введено в Квинсленде в 1989 году, оно действовало в течение 1989/90, 1990/91, 1991/92 годов (тогда действовал «пробный период»). Последний день, в который прошёл по летнему времени — суббота, 29 февраля 1992 года. После этого часы были переведены на час назад. Перевод стрелок произошёл в три часа ночи, в воскресенье.

## Целевая группа по переходу на летнее время
Daylight Saving Task Force (англ. Целевая группа по переходу на летнее время) — организация, созданная для слежения за мнениями общества, а также для предоставления рекомендаций правительству Квинсленда. Была создана в 1989/90 годах. Целевая группа выдвинула пять рекомендаций, из них только две были выполнены: это продление пробного периода перехода на летнее время еще на два года (1990/91 — 1991/92); а также проведение референдума о необходимости летнего времени. Целевая группа отметила, что Брисбен и Моретон (юго-восток Квинсленда) «явно выступают за переход на летнее время». Поэтому было рекомендовано ввести летнее время только для той части Квинсленда, которая находилась восточнее 151° восточной долготы. Таким образом, выполнение этой рекомендации привело бы к тому, что в Квинсленде появилось бы два часовых пояса.

## Результаты референдума
После трехгодичного тестирования летнего времени состоялся референдум. Он прошёл 22 февраля 1992 года. Вопросом референдума была фраза: «Вы за переход на летнее время?» 54,5 % голосующих сказали «нет».
Результат референдума продемонстрировал тенденцию, которую признала Целевая группа: мнения во многом зависели от места жительства людей. Вариант «нет» чаще выбирали в северных и западных округах, а вот ответ «да» был популярен на юго-востоке.